# 黄河文明
黄河文明，起源於黃河流域，最初分布于西至河湟、北至燕山–大漠、南至秦嶺–江淮分水嶺的文明。黄河和長江並稱爲中华以及漢族文化的母親河，孕育了黄河文明和長江文明。黄河文明是所謂「四大古文明」之一。
黄河文明于新石器时代已经非常发达，这一时期著名的代表文化有仰韶文化，仰韶文化之后發展為分布更廣的龙山文化，奴隶制时期经发展和多方融合，黄河文明发展表现为夏商周王朝。黃河史前文化為在黃河中、下游繁榮的古代文明，從新石器時代的仰韶文化經龍山文化、發展為夏、商、周的青銅器文化。

## 旧石器时代
人類的歷史，可追溯至200萬年前。那時候的人類仍屬於直立人。考古學家在中國境內的多處地方發現這些遺跡，包括：元謀、祿豐、周口店等的地方。當時他們住在山洞，磨製石器，生火取暖。並且群居生活，是最初的生活模式。
在智人時代，已經開始出現文明的制度。他們會織縫衣物（直立人基本上是不會穿衣服的）和有文明的葬禮，對於日後的夏商周朝的發展起了一定的基礎。

## 新石器時代
在新石器時代，人類已經開始懂得耕作。在湖南已有文獻記載有第一個的人工耕作，群居文化開始出現，形成氏族公社。陶器和玉石和文化開始興起。
大约在前10050年，黄河流域开始由旧石器时代末期向新石器时代过渡，但直到前7050年，新石器时代文化依然发展缓慢，在这長達3000年的時期，生产技术落后，仍然处于狩猎采集经济阶段，人口数量少，遗址面积小，聚落遗址面积一般在数千平方米。
但從前7050年開始，黄河流域的新石器文化快速发展，呈现出连续发展且具有鲜明阶段性的特征。黄河流域的新石器文化时代可划分为三个主要发展阶段，即前仰韶时期(前7050~前5050)、仰韶时期(前5050~前3050)和龙山时期(前3050~前2050)。前仰韶时期遗址数量少且分散；仰韶时期的遗址数量显著增加，分布范围扩张至黄河及支流谷地；龙山时期的遗址分布空间进一步扩张至丘陵地带。

### 老官台文化
又名大地湾文化，約存在於公元前6000年～前5050年之間，主要分布在渭河流域、關中及丹江上游地區，是仰韶文化的前身之一。其中最著名的遗址是位于秦安县的大地湾遗址，那是一处距今8120多年前的原始社会新石器时代文化遗存，属全国重点文物保护单位，遗址总面积32万平方米，文化层厚平均2米，现已出土陶、石、骨、饰等珍贵文物8000多件，刷新中国六项考古之最，有目前已知最早的“水泥”地面大厅，最早的地画、最早的宫殿等。大地湾遗址从公元前6120年开始，到公元前2900年为止，时间跨度3000多年，歷經老官台文化及仰韶文化兩個時代，文化积淀极为丰富，其中大地湾一期文化是黄河流域最早的新石器时代文化。

### 仰韶文化–龙山文化
仰韶文化(公元前5050年~公元前3050年)，是1921年在河南省仰韶村發現的以彩陶（在紅底上描繪出彩色的陶器）為特色的文化。
仰韶文化遗址集中分布在陕西省、甘肃省、河南省和山东省，仰韶时期的遗址规模明显增大，大型聚落遗址出现，多数遗址面积在数万到数十万平方米，少数遗址面积超过百万平方米。在关中、晋南和豫西北地区为主的中原地区，开始出现一些规模较大的中心聚落，局部区域甚至出现了仰韶文化城址。
仰韶文化前期(公元前5050~公元前4050)以紅陶為主流，代表遺址為陝西西安市半坡，被稱為仰韶半坡類型文化，該文化處於母系社會，農村已有階級分化現象。當時以粟黍生产为主的经济方式在黄河中游地区出现。粟黍农业经济方式的建立，促使人类摆脱了依赖狩猎采集资源的限制，而转为依靠农业生产获得稳定的食物供给，促使人口数量的快速增加。粟黍农业人群随后在黄河及支流河谷广泛扩张，向西扩张至青藏高原东北边缘，向东影响至山东沿海一带。
仰韶文化中期(公元前4050~公元前3550)出現了使用滑輪的仰韶廟底溝類型文化，庙底沟文化从中原地区快速扩张，对黄河流域的新石器文化发展影响很大，以人口擴張為驅動力，大量向周邊地區移民，影响所及，北到河套和、南到江漢，向西至青藏高原东北部，向东则至黄河下游的山东地区，在地理和文化上為夏商乃至秦漢以後的華夏族群地區奠定了基礎。而且，這一時期正是傳說中「三皇五帝」中的炎、黃部落鼎盛時期。廟底溝類型的年代下限直至公元前2780年。
仰韶文化後期（公元前3550年之後），又分為半坡後期類型、西王村類型、大司空類型和秦王塞類型等四種文化，而馬家窯文化是源自仰韶文化的一種地方類型。這個時期出現了貧富差距，社會分工和階層分化也有所發展。其後發展為龍山文化。
龙山文化(公元前3050年~公元前2050年)，是1930年中央研究院历史语言研究所在山东省章丘县龙山镇发现的以黑陶和灰陶为特色的古代文化，后期也开始铸造铜器。龙山时期遗址在陕西省、河南省和山东省的分布最为集中，在陕南、豫东北、鲁西南的山区、陕北高原，以及晋北的滹沱河流域，都发现了大量的龙山文化遗址。
龙山时期的聚落遗址规模继续增大，黄河流域出现了大型聚落中心和城址，遗址的面积在数十万到数百万平方米，在中原地区和岱海地区分别发现14座和17座龙山时期城址。

### 大汶口文化
(公元前4300年～公元前2400年)
1959年于山东省宁阳县堡头村发现了一处遗址，随后在山东省泰安县大汶口也有发现，这几处是大汶口文化的代表遗址。
前期以红陶为主流，后期黑陶、灰陶成为了主流，后期制作的卵壳黑陶的高柄杯精巧美丽，被山东龙山文化继承。

### 岳石文化
由山东龙山文化發展而來，相當于夏商时期。岳石文化是中国黄河下游地区的新石器时代文化，得名于山东平度东岳石遗址。

### 周原文化
关中平原在先周、西周早期的考古文化。

## 商周时期
由于农业的发达和技术的进步，这一时期的黄河文明与同时期世界上别的区域文明相比较，显得更为发达进步。因此黄河文明又被称为是“早慧的文明”。
这一时期的早期，作为黄河中下游的主要国家商，是这一时期黄河文明的代表。
商朝国家机器高度发展，出现城市并规模化，文字（甲骨文）发达，农业及手工业发达，高度复杂精美的青铜重器的出现既标志着这一时期生产力的发展，技术的进步，也体现了文化上的高度繁荣，特别是礼制、等级的成熟。商朝的疆域进一步扩大，商朝的文明也开始影响到西部，北部和长江流域。
周朝在制度上大部分继承了商朝，国力进一步增长，礼教文明更为发达。
商周时期都有中原文明和周边地区文明相互融合影响的迹象，比如和西北部的半農半牧部落，和西部的巴、蜀文明（如三星堆文明），和南部的长江流域文明和珠江流域文明等。

## 特点
黄河文明和其他古代文明区别相当大，因为黄河流域自然条件非常恶劣，气候变化大。冬季雪线在沿海可以到达杭州湾，和杭州湾同一纬度的世界其他地方几乎都是亚热带气候，夏季炎热可以使水稻在黑龙江的呼玛生长，而在欧洲和美洲同样纬度连玉米都无法生长。黄河河道变化不定，无法进行正常灌溉，只能种植不需要灌溉的粟（小米），黄河流域的古代文化就是粟文化。
黄河流域的先民从与自然斗争的经验中得知，生存只能依靠自己，虽然他们也有原始宗教，也祭祀神灵，但和其他文化不同的是，他们不祈求神灵的帮助，他们认为自然规律（天意）是神灵也无法改变的，因此他们主要发展占卜巫术，力图预测吉凶，以便依靠自己“趋吉避凶”。大量出土的甲骨文都是卜巫的结果。

## 氣侯
北半球中高纬平均温度在前7050~前5050达到全新世最高，从前5050开始呈下降趋势，与黄河流域新石器遗址数量的变化趋势不一致，说明温度变化不是影响黄河流域新石器文化发展的主要因素。
但黄河流域早中全新世的降水变化幅度较为显著，对新石器文化的演化产生了重
要影响。前7050~前5050間的降水量波动剧烈且整体偏低，黄河流域新石器文化遗址数量少且分散；前5050~前3050的降水量达到全新世最高且相对稳定，仰韶文化迅速发展扩张，成为黄河流域的主流文化；前3050~前2050的降水量显著下降，黄河流域新石器文化呈现出明显的区域分异。雖然如此，龙山时期的黄河流域遗址数量仍出现显著增长，说明降水变化并非是影响黄河流域新石器文化发展的最关键因素。
在龙山文化早期(前3050~前2550)，黄河流域降水量显著下降，温度也呈下降趋势。在气候转向冷干的背景下，人类需要调整适应环境的生存策略，粟黍农业在龙山时期得到了强化，植物遗存中杂草对粟黍遗存比例的下降。龙山时期出土家养动
物遗存的种类也较仰韶时期明显增加，进一步显示龙山早期气候恶化可能促进了黄河流域生产水平的提升。龙山文化晚期(前2550~前2050)，降水和温度都有所回升，适宜的气候条件和技术的进步很可能促使龙山晚期文化的再次扩张。

## 相关研究
- 夏商周断代工程，公布了《夏商周年表》，定夏朝约开始于前2070年，夏商分界大约在公元前1600年，盘庚迁都约在前1300年，商周分界定为前1046年。依据武王伐纣之年和懿王的元年的确立，建立了商王武丁以来的年表和西周诸王年表。
- 中华文明探源工程在夏商周断代工程的基础上，探寻中华文明的起源、早期发展历程、特点以及发展状况[6]。工程预研涉及中原地区的龙山时期，即公元前3000年至2000年，对应五帝时期；一期工程涉及五帝至商代初年，即公元前2500年至公元前1500年，研究地域仍为中原地区；第二期将研究的时间跨度扩展到公元前3500年至公元前1500年，而地域也扩展至整个黄河流域以及长江中、下游和辽河流域[6]；第三期于2009年至2013年进行；第四期于2013年至2015年进行[7]。

## 相關
- 长江文明